# Miconia dodecandra
Miconia dodecandra är en tvåhjärtbladig växtart som beskrevs av Célestin Alfred Cogniaux. Miconia dodecandra ingår i släktet Miconia och familjen Melastomataceae. Inga underarter finns listade i Catalogue of Life.